# Cixius chouorum
Cixius chouorum är en insektsart som beskrevs av Tsaur 1991. Cixius chouorum ingår i släktet Cixius och familjen kilstritar. Inga underarter finns listade i Catalogue of Life.